# Levensmiddelenchemie
Levensmiddelenchemie is de studie naar de chemische processen en reacties van alle componenten in levensmiddelen en in een ruimere context in alle landbouwkundige grondstoffen. De studie richt zich met name op de samenstelling van levensmiddelen, veranderingen tijdens de productie, opslag, bereiding en vertering. In levensmiddelenchemie maakt men meestal gebruik van chemische analyse. Tot de levensmiddelen behoren alle vormen van voedsel voor de mens zoals vlees, gevogelte, groente enzovoort. Levensmiddelenchemie lijkt op biochemie omdat het voornamelijk organische reacties in levende wezens of producten daarvan bestudeert.
Levensmiddelenchemie houdt zich ook bezig met zaken als milieubescherming, kwaliteitscontrole, controle van toevoegingen aan voedsel, cosmetica en bederf. Het doel hiervan is de borging van voedselkwaliteit en de bescherming van consumenten. In Nederland wordt onderzoek gedaan naar de chemie van levensmiddelen door de Universiteit Wageningen in het Laboratorium Levensmiddelenchemie. In België wordt aan de UGent en de KU Leuven onderzoek gedaan aan de faculteit Bio-ingenieurswetenschappen aan respectievelijk de vakgroep Levensmiddelentechnologie, voedselveiligheid en gezondheid en het laboratorium voor levensmiddelenchemie en -biochemie.